# Chinatown (Los Angeles)

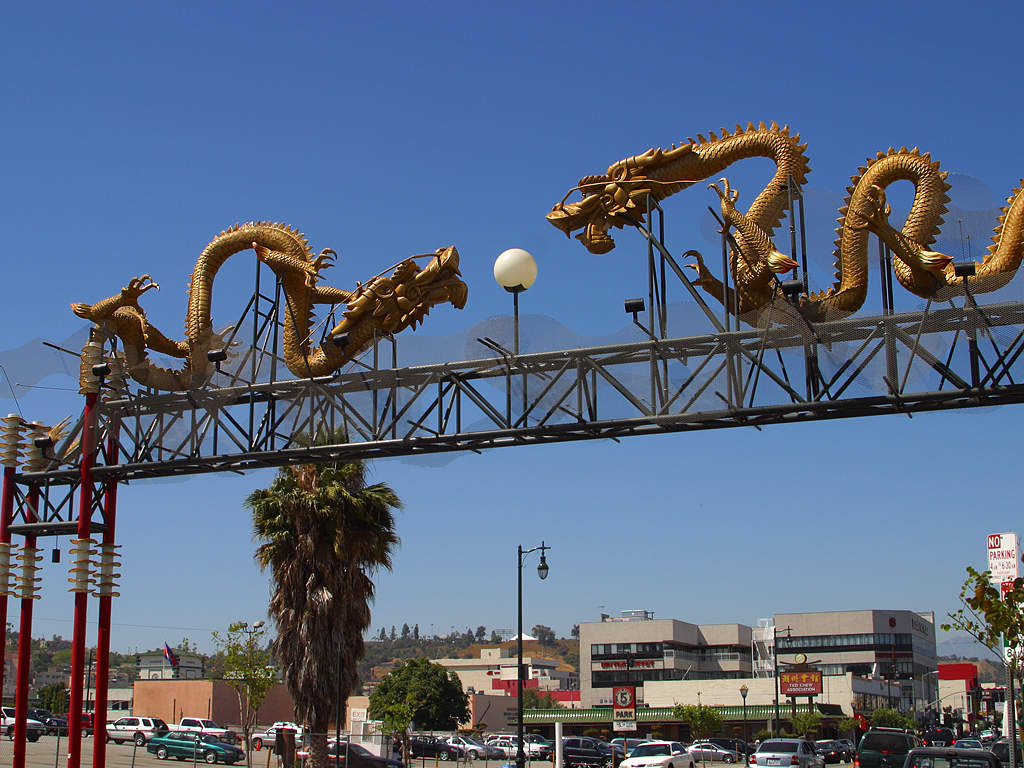
Tor zum Chinatown von Los Angeles.

Chinatown ist ein Stadtteil der US-amerikanischen Millionenstadt Los Angeles. Das heutige Chinatown in Los Angeles ist ein in den 1930ern entwickeltes Viertel, das das ursprüngliche Old Chinatown ersetzte. Es ist das erste chinesische Viertel in den Vereinigten Staaten von Amerika, das von Sinoamerikanern selbst geplant, gebaut und bewohnt wurde. Chinatown ist einer zunehmenden Gentrifizierung ausgesetzt, wird aber noch mehrheitlich von chinesischstämmigen Menschen bewohnt.

## Lage

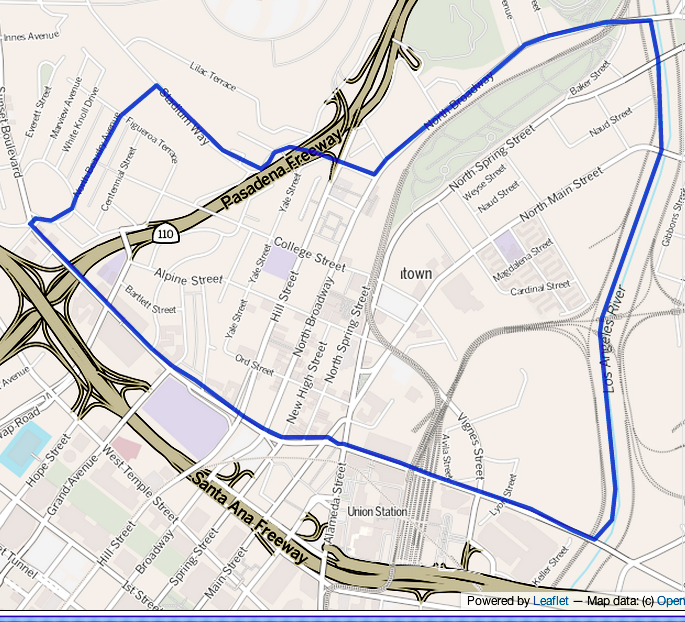
Plan von Chinatown.

Chinatown ist umgeben von Elysian Park im Norden, Lincoln Heights im Osten, Downtown Los Angeles im Süden und Südwesten. Im Norden und Nordwesten liegt Echo Park. Die Grenzen von Chinatown sind im Norden die Beaudry Avenue, Stadium Way und North Broadway; im Osten der Los Angeles River und im Südwesten die Cesar Chavez Avenue.

## Bevölkerung
Die Volkszählung in den USA 2000 ergab, dass Chinatown 29.610 Einwohner hatte. Schätzungen des Department of City Planning der Stadt Los Angeles 2008 gehen von 28.839 Einwohnern aus. 70,6 % der Bewohner gaben an asiatischer Abstammung zu sein, 23,5 % lateinamerikanischer Herkunft. Das häufigste Herkunftsland war mit 56,5 % China, gefolgt von Mexiko (17,1 %). 6.960 (72,4 %) der Bewohner sind in die USA immigriert. Von den Zuwanderern stammen 55,3 % aus China und 12,4 % aus Mexiko. Der Median des Einkommens 2008 betrug $22.754.
Seit den 1990ern sind die Chinatowns Amerikas einer zunehmenden Gentrifizierung ausgesetzt. Neben der ursprünglich hier wohnenden chinesische Bevölkerung siedelt sich mittlerweile auch gemischte und wohlhabende Bevölkerung an. Das Chinatown in Los Angeles ist hiervon keine Ausnahme, auch wenn hier Chinesen und Sinoamerikaner noch nicht in der Minderheit sind wie in den Chinatowns von Boston, New York oder Philadelphia.

## Geschichte

### Old Chinatown

Zwischen 1898 und 1905 entstandene kolorierte Aufnahme aus Old Chinatown.

Erste Berichte über Chinesen im Raum von Los Angeles wurden 1850 veröffentlicht, die ersten Niederlassungen erfolgten 1857.
Das heutige Chinatown entstand nach einer Umsiedlung aus dem zwischen etwa 1870 und 1930 entstandenen Chinatown. Dieses heute als Old Chinatown bezeichnete Gebiet befand sich auf dem Gelände, das heute Union Station ist. Lediglich das Chinese American Museum ist von dieser Zeit übrig. Roman Polanskis Film Chinatown stellt dieses ältere Chinatown dar.
1871 kam es in Chinatown zu einem Pogrom.
1870 lebten in diesem älteren Chinatown 172 Chinesen, 90 % waren männlich – der größte Teil der hier lebenden Chinesen stammten aus Südchina. Die meisten Frauen waren aus China hierher gebracht worden, um als Prostituierte zu arbeiten. Die Kriminalität in diesem Viertel war durch die Aktivität dreier Gangs der Tongs geprägt. Hintergrund war die Auseinandersetzung zwischen zwei der Gangs um eine junge Frau. Am 24. Oktober 1871 lieferten sich Mitglieder der Tongs eine Schießerei, wobei der Polizeibeamte Jesus Bilerain an der Schulter verletzt wurde und ein ihm zu Hilfe eilender weißer Saloonbesitzer getötet wurde. Bis zum Abend bildete sich ein aus etwa 500 Weißen und Mexikanern bestehender Mob, welcher Chinatown angriff, mehrere Chinesen lynchte und chinesische Häuser und Geschäfte plünderte. Dabei kamen insgesamt 19 Chinesen zu Tode. 49 der am Pogrom Beteiligten wurden angeklagt, sieben von ihnen wurden verurteilt.
Trotz des Pogromes hielt der Zuzug von Chinesen an, bis er durch den Chinese Exclusion Act 1882 bis zum Zweiten Weltkrieg gestoppt wurde. Chinatown wuchs, bis es etwa 3.000 Einwohner hatte. Es bildeten sich rasch chinesische Lebensmittelgeschäfte und schließlich Restaurants. Eine besondere Bedeutung hatten die Händler chinesischer Kräuter, die auch Kundschaft außerhalb der chinesischen Gemeinschaft erschließen konnten. Daneben hatte auch das Glücksspiel erhebliche Bedeutung.

### New Chinatown und China City

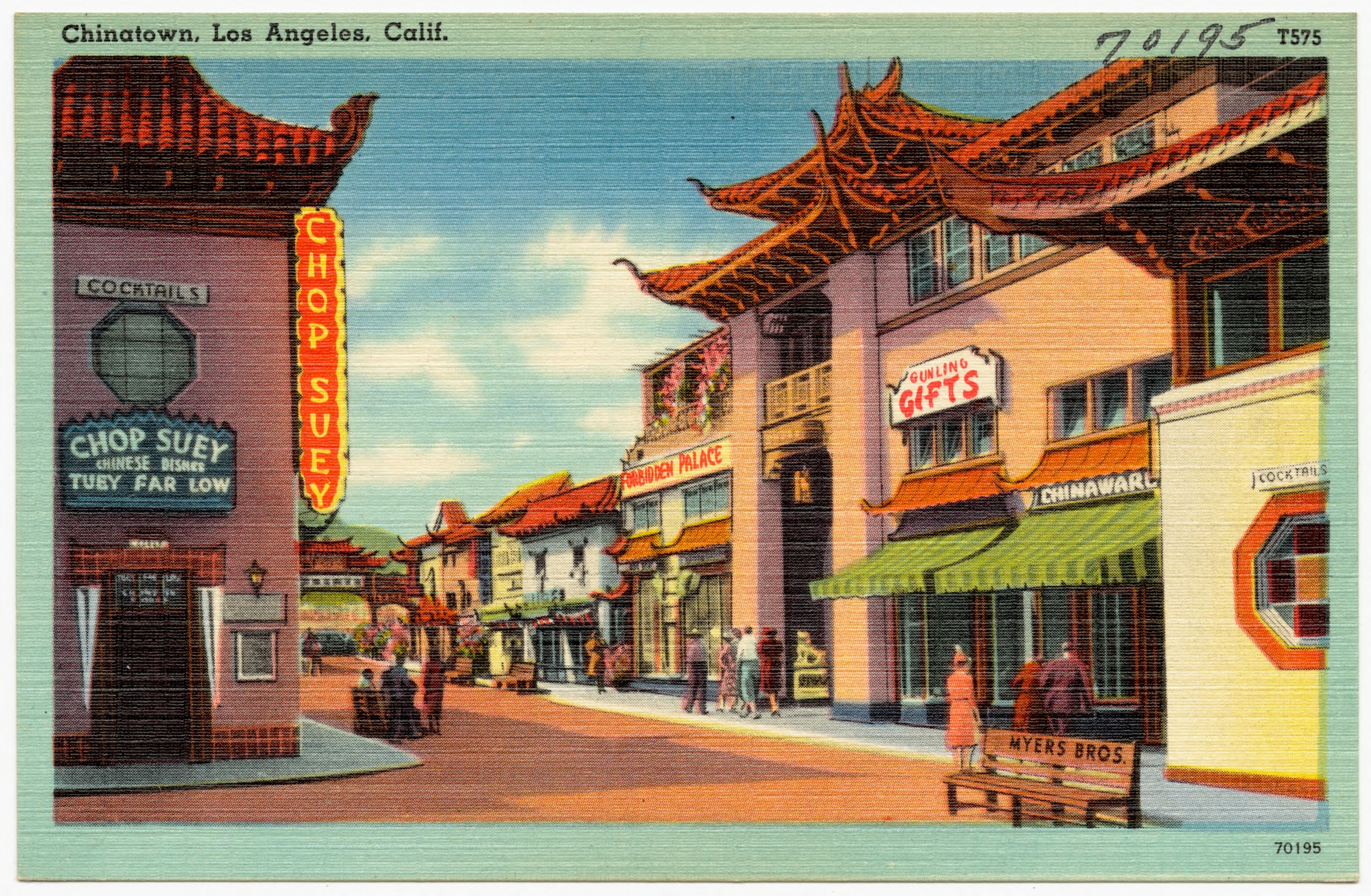
Postkarte des New Chinatown vor 1945.

In den 1930ern wurde die Bevölkerung von Old Chinatown gedrängt, das für den Bau der Union Station vorgesehene Gebiet zu verlassen. Einige siedelten sich in gemischten Nachbarschaften wie East Adams an. Gleichzeitig gab es zwei weitere Entwicklungen, den Bau von China City unmittelbar nördlich von Union Station und die Entstehung von New Chinatown einige hundert Meter entfernt. China City war ein künstlicher Nachbau einer chinesischen Stadt durch Christine Sterling nach dem Vorbild der mexikanischen Folklore-Darstellung in der Olvera Street, die auch von Sterling kreiert wurde. Zum Bau von China City wurde unter anderem die Filmkulisse für den Film Die gute Erde von 1937 genutzt. Das sollte einen authentischen Eindruck eines chinesischen Dorfes vermitteln, kam aber nicht ohne Stereotypisierung aus. Diese Gründung wurde 1939 durch einen Brand zerstört, hiernach wurde dann Chinatown Plaza in Chinatown (damals New Chinatown) entwickelt.

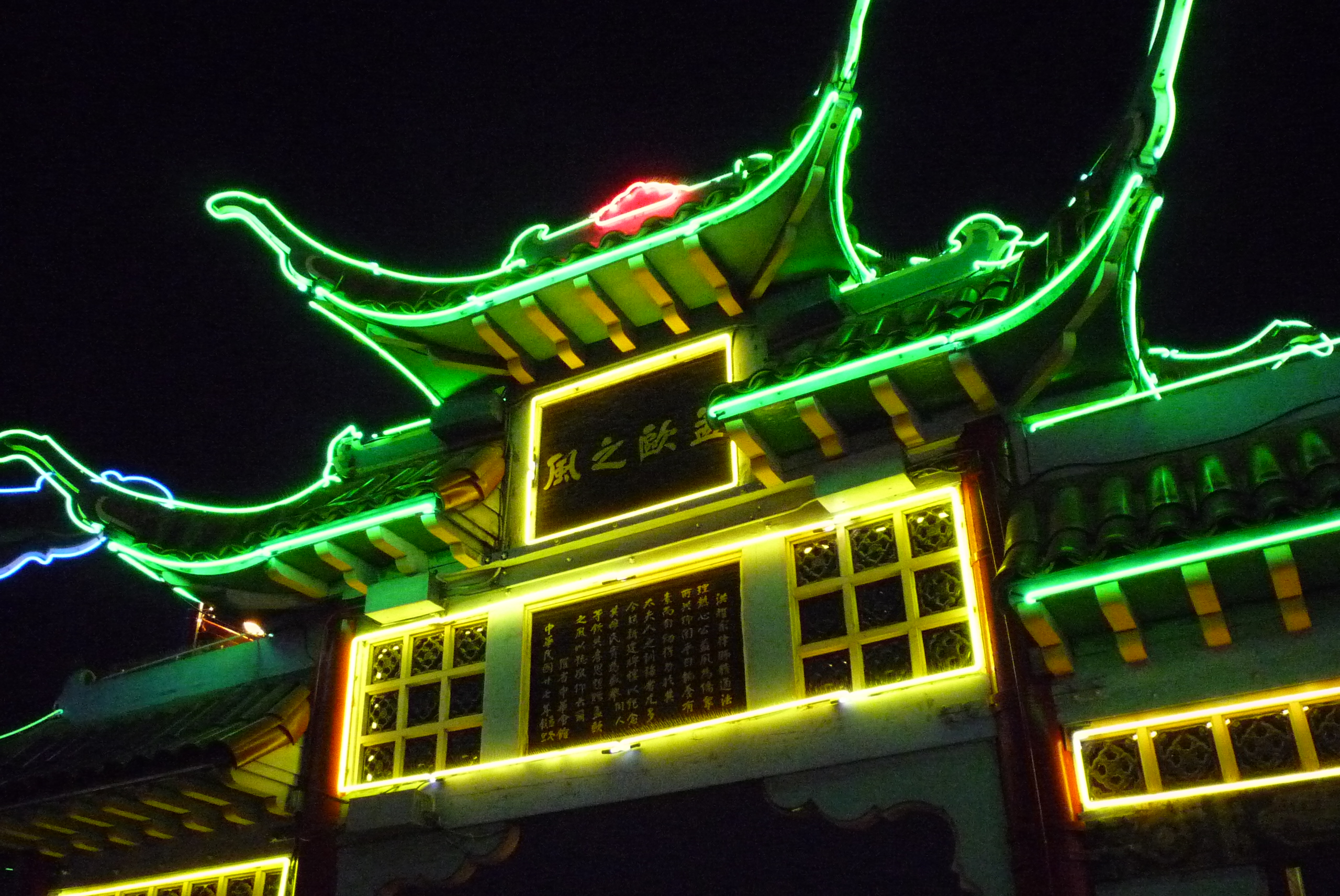
Das Eingangstor zur Main Plaza von Chinatown bei Nacht. Ein Beispiel für die Verbindung von traditioneller chinesischer Architektur mit 1938 moderner amerikanischer Neon-Ästhetik.

In New Chinatown siedelten sich Geschäftsleute aus dem ehemaligen Chinatown an. Aus New Chinatown entwickelte sich das heutige Chinatown. Das Land befand sich im damaligen Little Italy von Los Angeles. Die chinesische Gemeinschaft gründete für die Umsiedlung die Los Angeles Chinatown Project Association, um Eigentum in dem neuen Gebiet zu erwerben und eine neue Gemeinde zu begründen, aber zugleich auch Touristen anzuziehen. Dieses Chinatown war der erste derartige Distrikt, der von Chinesischstämmigen geplant, gebaut und betrieben wurde. Die von der Gesellschaft beauftragten Architekten Erle Webster und Adrian Wilson orientierten sich nicht nur an traditioneller chinesischer Architektur, sondern verbanden diese mit moderner amerikanischer Ästhetik.

### Chinatown seit den 1960ern
Die chinesische Zuwanderung in die Vereinigten Staaten bis in die 1960er-Jahre konzentrierte sich auf die urbanen ethnischen Enklaven der Chinatowns der Großstädte. Das änderte sich mit der Liberalisierung der Einwanderungsgesetze. Hiernach begann ab 1965 im Los Angeles County eine Verschiebung der chinesischen Ansiedlung auch in die Vororte des San Gabriel Valleys. Zusätzlich führt die zunehmende Gentrifizierung zur Verdrängung der traditionell eher der Arbeiterklasse zuzurechnenden chinesischstämmigen Bevölkerung Chinatowns und führte zu einer deutlich gemischteren Bevölkerung Chinatowns.

## Kultur und Bildung

### Museen und Galerien
- Das Chinese American Museum liegt nicht direkt in Chinatown, sondern nahe im Los Angeles Plaza Historic District von Downtown Los Angeles in unmittelbarer Nähe zu Union Station. Es ist im Garner Building, dem letzten bestehenden Gebäude des ursprünglichen Chinatown von Los Angeles, untergebracht. Das seit 1984 bestehende Museum ist das erste Museum in Südkalifornien, das der Geschichte der Sino-Amerikaner gewidmet ist.[18]
- Chung King Road in Chinatown ist Standort zahlreicher Kunstgalerien mit unterschiedlichen Schwerpunkten. Relativ günstige Mieten für Galerieräume machten Chinatown attraktiv für Kunstgalerien. Die Geschäftsräume in der Chung King Road waren ursprünglich konzipiert worden, um chinesische Antiquitäten und Kuriositäten präsentieren zu können.[19]

### Restaurants
Restaurantkritiker empfehlen für hochklassige chinesische Küche nicht mehr Restaurants in Chinatown, sondern in den Vororten im San Gabriel Valley, etwa in Alhambra, Rosemead oder Arcadia. Dies ist ein Ergebnis einer Entwicklung von Chinarestaurants im San Gabriel Valley, die mit der Eröffnung des ersten authentischen chinesischen Restaurants in Monterey Park um 1975 begann, aber seit den 1990ern deutlich bemerkbar ist. Heute bestehen zwar noch immer zahlreiche chinesischen Restaurants, die Gerichte wie Dim Sum anbieten, aber der kulinarische Fokus hat sich mittlerweile verschoben. Chinatown gilt heute als Standort hochklassiger Gastronomie mit pan-asiatischer Küche, thailändischen Restaurants, oder mit der Küche Louisianas.

### Schulen
In Chinatown befinden sich eine Grundschule (Castelar Street Elementary) und eine Mittelstufe (Endeavor College Preparatory Charter). Mit der Ramon C. Cortines School of Visual and Performing Arts an 450 North Grand Avenue liegt eine High School unmittelbar südlich an der Grenze zu Chinatown.

### Bibliothek
Die öffentliche Bibliothek der Stadt Los Angeles unterhält an 639 N. Hill Street eine Zweigstelle in Chinatown.

### Wiederkehrende Veranstaltungen
- Das Chinesische Neujahrsfest wird jährlich mit einem Umzug, der Golden Dragon Parade, in Chinatown zelebriert. 2019 wurde die 120. Drachenparade veranstaltet, womit der Umzug zur ältesten derartigen Veranstaltung in den Vereinigten Staaten geworden ist. Es ist zugleich auch der größte chinesische Neujahrsumzug.[25] Der Neujahrsumzug zieht zehntausende von Zuschauern an und gilt als wichtigste kulturelle Veranstaltung der asiatischen Amerikaner in Südkalifornien.[26]
- Auf der zentralen Plaza finden in den Monaten Juni, Juli, August jeweils am zweiten Sonnabend die Chinatown Summer Nights statt.[27][28] Es handelt sich um ein Ess- und Musikfestival, das vom Chinatown Business Improvement District und dem Sender KCRW-FM veranstaltet wird.[29]

## Verkehr

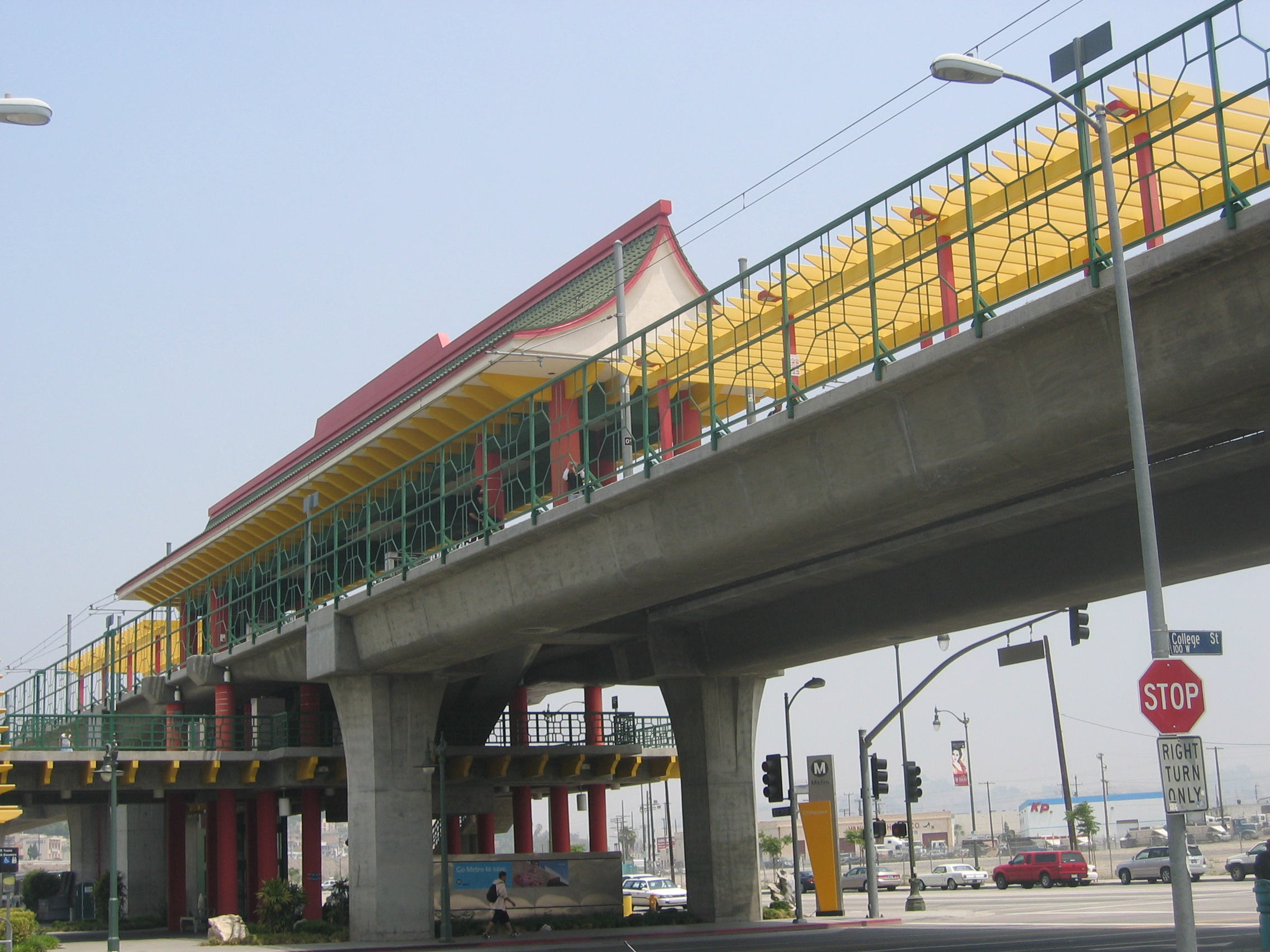
Chinatown Station der Linie A.

Chinatown hat seit 2003 eine Station der Los Angeles Metro Rail. Es hält die dort als aufgeständerte Stadtbahn angelegte Linie A, die von Long Beach durch Downtown Los Angeles nach Azusa fährt.